# Kopal (hars)

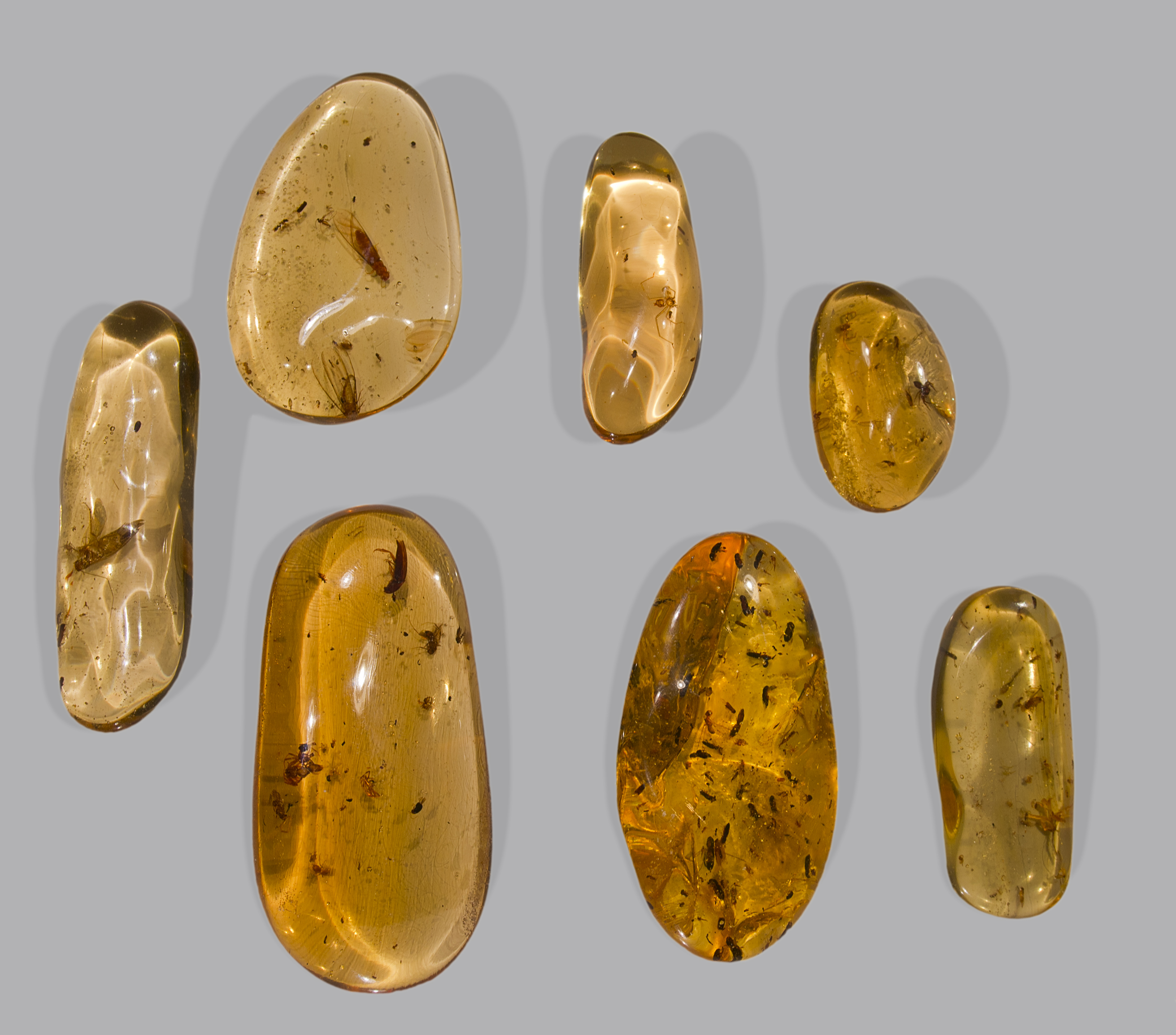
Kopal met ingesloten ongewervelde diertjes.

Kopal, ook wel gespeld als copal of kopaal is een halfgefossiliseerde hars die voorkomt in de meeste tropische landen. Volledig gefossiliseerde en dus zeer oude hars wordt barnsteen genoemd (Engels: Amber).
Kopal wordt vanouds gebruikt bij de bereiding van vernissen en lakken, en bovendien als ingrediënt van wierook. Het is ook in 'new age' winkeltjes wel te koop.
Onderstaand een lijst van bekende kopalproducerende boomsoorten:
- Copaifera officinalis
- Bursera odorata
- Agathus australis
- Agathus philippinensis
- Hymenacea ssp.
- Trachylobium ssp.

Kopal wordt in verf gebruikt, die dan copaline wordt genoemd.